# محمدرضا ناصری
محمدرضا ناصری یزدی (زاده ۱۳۲۳ یزد) نماینده ولی فقیه در استان یزد و امام جمعه شهر یزد و نماینده مردم استان تهران در ششمین دوره مجلس خبرگان رهبری است. وی پیش‌تر امام جمعه شهرکرد نیز بوده‌است.
ناصری پیش از پیروزی انقلاب ایران و در سال اولی که سید روح‌الله خمینی در نجف تبعید بود به نجف رفت و به زندگی در کنار وی پرداخت و در درس‌های خمینی شرکت کرد. وی در طول سالهای تبعید همراه نخستین رهبر انقلاب ایران بود و تا زمان انقلاب در کنار وی بود.

وی در اوایل انقلاب عهده‌دار دادستانی یزد و بعد از آن به حکم سید روح‌الله خمینی، به مدت ۲۵ سال، نماینده ولی فقیه در استان چهارمحال و بختیاری و امام جمعه شهرکرد بود که با درگذشت محمدعلی صدوقی امام جمعه سابق یزد از سوی سید علی خامنه‌ای در مرداد ۱۳۹۰ به عنوان نماینده ولی‌فقیه و امام جمعه یزد منصوب شد.